# Rudolf Goclenius der Jüngere

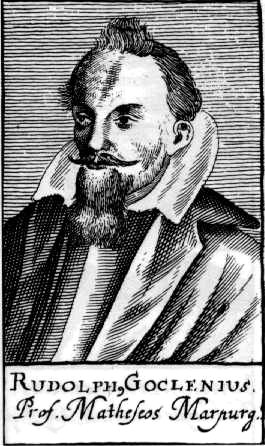
Rudolf Goclenius als Professor in Marburg

Rudolf Goclenius der Jüngere (* 22. August 1572 in Wittenberg; † 3. März 1621 in Marburg) war ein deutscher Gelehrter, der nacheinander eine Professur für Physik, Medizin und Mathematik an der Universität Marburg bekleidete. Er trat mit astrologischen und medizinischen Veröffentlichungen hervor und ließ sich auf eine literarische Auseinandersetzung um die Wirksamkeit der Waffensalbe ein.

## Leben
Goclenius war der älteste Sohn des gleichnamigen Lexikographen und Logikers Rudolf Goclenius des Älteren. Er wurde am 22. Dezember 1591 in Marburg zum Magister promoviert, studierte 1599 an der Universität Padua und wurde am 19. März 1601 wieder in Marburg zum Doktor der Medizin promoviert. Von November 1606 bis in den Juli 1608 war er gräflich-isenburgischer Leibarzt in Büdingen. Im April 1608 wurde er auf eine ordentliche Professur für Physik, Astronomie und Arithmetik nach Marburg berufen. Im Februar 1609 erhielt er auch einen Lehrauftrag für Geometrie. Von 1611 bis 1612 war er ordentlicher Professor der Medizin in Marburg, ab Dezember 1612 ordentlicher Professor für Mathematik. Zu seinen Spezialgebieten gehörte auch die Chiromantie.
Goclenius verheiratete sich 1601 in Lich mit Elisabeth Wolf (1584–1648), mit der er wenigstens drei Kinder hatte, von denen der älteste Sohn Theodor Christoph Goclenius (1602–1672) selbst Arzt wurde.

## Kontroverse um die Waffensalbe
Größte Bekanntheit erlangte Goclenius durch seine Kontroverse über „magnetische Wundheilungen“ mittels Fernwirkung. Ausgehend von Paracelsus, versuchte Goclenius, die Wirksamkeit eines Sympathetischen Pulvers theoretisch zu begründen, das, auf eine Waffe aufgebracht, die mit ihr geschlagene Wunde schließen sollte. Dagegen wandte sich der belgische Jesuit Jean Roberti, der den Protestanten Goclenius des Bundes mit Dämonen bezichtigte. Der Streit wurde in mehreren Publikationen und Gegenpublikationen geführt.
Wenn mit Erfolgen durch diese Heilmethode argumentiert wurde, ist das durchaus glaubwürdig, da viele der Anhänger der Waffensalbe im Gegensatz zur damaligen Schulmedizin darauf bestanden, die Wunden mit sauberem Wasser zu waschen und mit sauberen Verbänden zu versorgen, die auch täglich gewechselt werden sollten.

## Werke
- Aphorismorum chiromanticorum tractatus compendiosus, Lich 1597 (online).
- Uranoscopia, chiroscopia et metaposcopia, hoc est coeli seu sphaerae coelestis syderumque eius linearumque manus ac frontis contemplatio nova, eruditae et rationalis experientiae testimoniis demonstrata, qua probatur divinationem ex astris lineisque manuum et frontis nec impiam esse nec superstitiosam et propterea omnibus rerum physicarum abditarumque studiosis concessam, Lich 1603 (online); Frankfurt 1608.
- De pestis febrisque pestilentis causis, subiecto, differentiis et signis cum consilio prophylactico et curatorio gravissimarumque quaestionum declaratione tractatus perspicuus et methodicus, Marburg 1607 (online).
- De vita proroganda, h.e. animi corporisque vigore conservando salubriterque producendo tractatus, Mainz 1608 (online).
- Oratio, qua defenditur vulnus non applicato etiam remedio citra ullum dolorem curari naturaliter posse, si instrumentum tantum vel telum, quod sauciavit, seu quo vulnus est inflictum, peculiari unguento inunctum obligetur, Marburg 1608 (online).
- Tractatus de portentosis, luxuriosis ac monstrosis nostri seculi conviviis, Marburg 1609.
- De magnetica vulnerum curatione [...] tractatus, Marburg 1609; Frankfurt 1613 (online).
- Apologeticus pro astromantia discursus, Marburg 1611 (online).
- Weiß und Weg, sich für der schweren Seuche der Pestilentz, so nunmehr hin und wieder einschleichet, zu bewahren, Marburg 1611.
- Idea philosophiae Platonicae, Marburg 1612 (online).
- Tractatus novus de magnetica vulnerum curatione, Frankfurt 1613 (online).
- Loimographia, Frankfurt 1613 (online).
- Urania cum geminis filiabus: hoc est Astronomia, et astrologia speciali, Frankfurt 1615 (online).
- Synarthrosis magnetica, Marburg 1617 (online); deutsch Hamm 1979.
- Acroteleution astrologicum triplex hominum genus circa divinationem ex astris in scenam producens falsamque astrologiam a vera rationibus, exemplis et experimentis distinguens contra novas criminationes, Marburg 1618.
- Morosophia Johannis Roberti D. Jesuitae, Frankfurt 1619 (online).
- Synopsis methodica geometriae, astronomiae, astrologiae, opticae et geographiae, Frankfurt 1620 (online).
- Tractatus physicus et medicus de sanorum diaeta seu de septem rebus non naturalibus, (online).
- Physiognomica et chiromantica specialia, Marburg 1621 (online).
- Memorabilia experimenta et observationes chiromanticae, Marburg 1621 (online).
- Mirabilium naturae liber concordias et repugnantias rerum in plantis, animalibus animaliumque morbis et partibus manifestans, Frankfurt 1643 (online).

## Ehrung

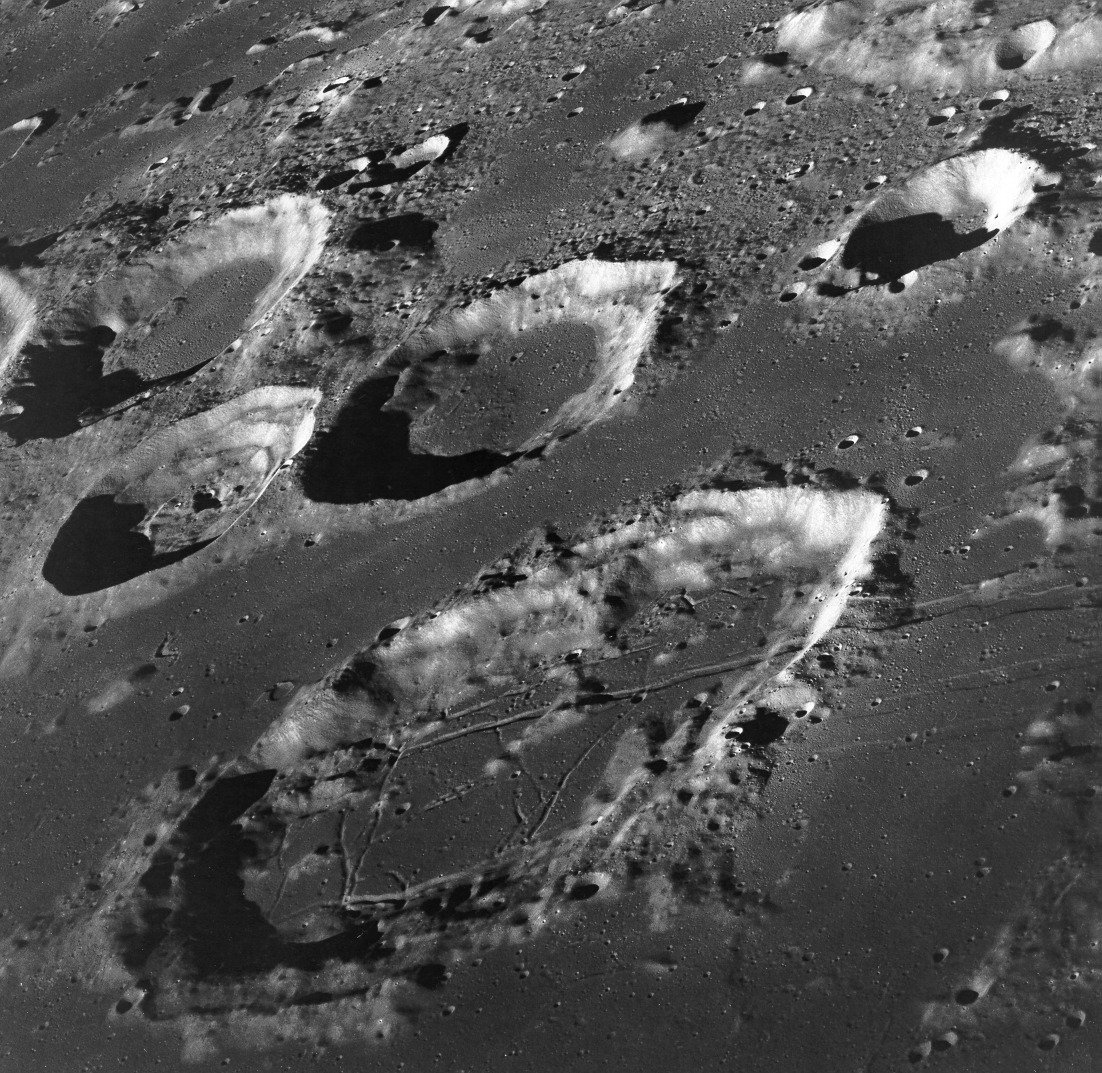
Der Mondkrater Goclenius (unten)

Der Mondkrater Goclenius wurde schon 1651 von den Jesuiten Giovanni Riccioli und Francesco Maria Grimaldi auf Grund seiner astronomischen und astrologischen Arbeiten nach ihm benannt. Im Laufe der Zeit verblasste sein Ruhm und Rudolf Goclenius der Jüngere trat in den Schatten seines Vaters zurück.